# 원미원
원미원(元美媛, 1944년 10월 11일~)은 대한민국의 여자 배우이다.

## 생애
경기도 부천시에서 태어난 그녀는 1964년kbs 연기자 특채로 데뷔하였다. 소위 공중파 방송 3사 TV 드라마에서도 명품 단역 등으로 인기를 얻었다.

## 출연작

### 연극
- 《허생전》 ... 허생 처 역
- 《운현궁의 봄》 ... 부대부인 여흥 민씨 역

### 영화
- 《대배우》 (2016년) ... 해장국집 주인 역
- 《유열의 음악앨범》 (2019년) ... 헌책방 할머니 역
- 《열아홉》 (2021년) ... 옆집 할머니 역
- 《초록밤》 (2022년) ... 노인 역
- 《비닐하우스》 (2023년) ... 춘화 역

### TV 드라마
- MBC 《전원일기》 ... 1981년부터 1998년까지 각종 단역, 이후 1998년부터 2002년까지 황석신(박여란의 맏딸이자 김금동의 장모) 역.
- MBC 《조선왕조 오백년 - 추동궁 마마》
- MBC 《베스트셀러극장》
- KBS1 《TV 문학관》
- MBC 《제2공화국》
- KBS1 《서울 뚝배기》
- KBS2 《대추나무 사랑걸렸네》 ... 1990년 단역
- KBS2 《물의 나라》
- SBS 《두려움 없는 사랑》
- MBC 《베스트극장》
- EBS 《언제나 푸른 마음》
- KBS2 《딸부잣집》
- KBS2 《젊은이의 양지》
- MBC 《자반 고등어》
- MBC 《가슴을 열어라》
- KBS2 《원지동 블루스》
- MBC 《허준》
- MBC 《네 자매 이야기》
- KBS2 《드라마시티》
- MBC 《리멤버》
- MBC 《제5공화국》
- MBC 《궁》
- KBS1 《서울 1945》
- MBC 《진짜 진짜 좋아해》
- MBC 《고맙습니다》 ... 수술하는 환자의 어머니 역
- MBC 《뉴하트》 ... 최순진 역
- KBS2 《아내와 여자》
- KBS2 《한 번 다녀왔습니다》 ... 박정례 역
- KBS2 《도도솔솔라라솔》 ... 심순자 역 (특별출연)
- tvN 《보이스 4》 ... 주범태의 할머니 역
- tvN 《지리산》 ... 승훈의 할머니 역
- tvN 《호텔 델루나》 ... 지현미 역
- SBS 《트롤리》 ... 조귀순 역
- 채널A 《가면의 여왕》 ... 구심옥 역
- KBS2 《어쩌다 마주친, 그대》 ... 2021년의 해경 어머니 역
- SBS 《악귀》 … 노 씨 할머니 역
- JTBC 《킹더랜드》 … 가파도 할머니 역

## 저서

### 수필
- 《자유로운 여자로 산다》(1996년)